# María Quintanal
María Quintanal Zubizarreta (* 17. Dezember 1969 in Bilbao) ist eine spanisch-dominikanische Sportschützin.

## Erfolge
María Quintanal nahm an zwei Olympischen Spielen teil: 1996 belegte sie im Doppeltrap den elften Platz. Bei den Olympischen Spielen 2004 in Athen erreichte sie im Doppeltrap Rang 13, während sie sich im Trap mit 65 Punkten für das Finale qualifizierte. In diesem erzielte sie 19 weitere Treffer und erreichte mit insgesamt 84 Treffern den zweiten Rang hinter Suzanne Balogh, womit sie die Silbermedaille erhielt. Bei Weltmeisterschaften gewann sie zunächst 1989 in Montecatini Terme mit der Mannschaft im Trap Silber. Diesen Erfolg wiederholte sie 2002 in Lahti. Im Jahr darauf belegte sie in Nikosia mit der Trapmannschaft den Bronzerang und wurde im Doppeltrap im Einzel Weltmeisterin. 2014 folgte mit der Trapmannschaft nochmals eine Bronzemedaille.
Quintanal hat auch die dominikanische Staatsbürgerschaft und trat nach Unstimmigkeiten mit dem spanischen Verband zeitweise auch unter dominikanischer Flagge an.